# 1915 a jogalkotásban
1915-ben az alábbi jogszabályokat alkották meg:

## Magyarország

### Törvények
- 1915. évi I. törvénycikk Az 1913:XLV. törvénycikkbe iktatott választott bírósági egyezmény hatályban maradása iránt az Amerikai Egyesült Államokkal Washingtonban, 1914. évi május hó 6. napján kötött egyezmény becikkelyezése tárgyában
- 1915. évi II. törvénycikk A népfölkelésről szóló 1886. évi XX. törvénycikknek a jelen háború tartamára szóló módosítása és kiegészítése tárgyában
- 1915. évi III. törvénycikk Népfölkelésre kötelezett magyar állampolgároknak a Galicziából és Bukovinából kiegészülő osztrák seregtestekbe a háború tartamára történő beosztásáról
- 1915. évi IV. törvénycikk Az országgyűlés tartamának kivételes meghosszabbításáról
- 1915. évi V. törvénycikk A sajtóról szóló 1914:XIV. törvénycikk 61. §-ának módosításáról
- 1915. évi VI. törvénycikk A törvényhatósági választói jogról
- 1915. évi VII. törvénycikk Az 1901-1915. évi országgyülések tartama alatt a főrendiházban örökös tagsági jogot nyert családok névjegyzékének törvénybe iktatásáról
- 1915. évi VIII. törvénycikk Csanád vármegye közönségének 5%-ot meghaladó vármegyei pótadó kivetésére adandó felhatalmazásról
- 1915. évi IX. törvénycikk Szatmár vármegye közönségének 5%-ot meghaladó vármegyei pótadó kivetésére adandó felhatalmazásról
- 1915. évi X. törvénycikk Krassó-Szörény vármegyének 5%-ot meghaladó vármegyei pótadó kivetésére adandó felhatalmazásról
- 1915. évi XI. törvénycikk Ung vármegyének 5%-ot meghaladó vármegyei pótadó kivetésére adandó felhatalmazásról
- 1915. évi XII. törvénycikk Az állami számvitelről szóló 1897. évi XX. tc., valamint a m. kir. legfőbb állami számvevőszékről szóló 1870. évi XVIII. és 1880. évi LXVI. törvénycikkek némely rendelkezéseinek megváltoztatásáról
- 1915. évi XIII. törvénycikk A háború esetére szóló kivételes intézkedésekről alkotott törvények kiegészítéséről
- 1915. évi XIV. törvénycikk  A közadókat érintő egynémely kérdésnek a hadiállapot folytán szükségessé vált kivételes szabályozása tárgyában
- 1915. évi XV. törvénycikk Az 1915-16. költségvetési év első hat hónapjában viselendő közterhekről és fedezendő állami kiadásokról
- 1915. évi XVI. törvénycikk A borzsavölgyi gazdasági vasút engedélyezéséről szóló 1907. évi XLII. tc. kiegészítése és módosítása tárgyában
- 1915. évi XVII. törvénycikk Az országgyűlési képviselőválasztások feletti bíráskodásról szóló 1899:XV. tc. módosítása tárgyában
- 1915. évi XVIII. törvénycikk A hazaárulók vagyoni felelősségéről
- 1915. évi XIX. törvénycikk A hadviselés érdekei ellen elkövetett bűncselekmények, különösen a hadi szállítások körül elkövetett visszaélések megtorlásáról
- 1915. évi XX. törvénycikk A Magyarország és Horvát-Szlavon-Dalmátországok között létrejött pénzügyi egyezmény becikkelyezéséről szóló 1906. évi X. törvénycikk hatályának újabbi meghosszabbításáról
- 1915. évi XXI. törvénycikk Az 1915/16. költségvetési év első hat hónapjában viselendő közterhekről és fedezendő állami kiadásokról szóló 1915. évi XV. tc. hatályának az 1915/16. költségvetési év végéig való kiterjesztése tárgyában
- 1915. évi XXII. törvénycikk A közszolgálati alkalmazottak háborús segélyéről
- 1915. évi XXIII. törvénycikk A kir. bíróságok és ügyészségek tagjainak az igazságügyminisztériumban való ideiglenes alkalmazhatásáról szóló 1899. évi XLVIII. törvénycikk hatályának további meghosszabbításáról